# Norbert Blabl
Norbert Blabl (* 3. November 1965) ist ein ehemaliger deutscher Fußballspieler. Er bestritt für den 1. FC Nürnberg in der Saison 1983/84 ein Bundesligaspiel.

## Karriere
Blabl spielte in der Saison 1983/84 in der Amateurmannschaft des 1. FC Nürnberg und gewann mit diesem Team die Meisterschaft in der Landesliga Mitte. Die Profimannschaft des „Club“ absolvierte mit 14:54 Punkten und 38:85 Toren eine schwache Runde und stieg auf dem 18. Rang in die 2. Bundesliga ab. Drei Trainer versuchten sich vergeblich am Ziel des Klassenerhaltes: Udo Klug (bis 25. Oktober 1983), Rudolf Kröner (26. Oktober bis 6. Dezember 1983) und Heinz Höher ab dem 1. Januar 1984. Der 18-jährige Blabl wurde am 26. Mai 1984 bei der 0:2-Heimniederlage gegen Borussia Dortmund in der 78. Spielminute für Jürgen Täuber eingewechselt. Es war der 34. und letzte Spieltag der Saison. Wie Blabl debütierten auch noch Roland Grahammer, Reiner Geyer, Thomas Roßberger und Klaus Wabra in dieser Runde beim 1. FC Nürnberg in der Bundesliga.
Nach einem Jahr mit den Club-Amateuren in der Bayernliga, wechselte Blabl zur Saison 1985/86 zum Ligakonkurrenten SSV Jahn Regensburg, wo er bis 1992 aktiv war.